# Chiesa dei Santi Vincenzo e Anastasio alla Regola

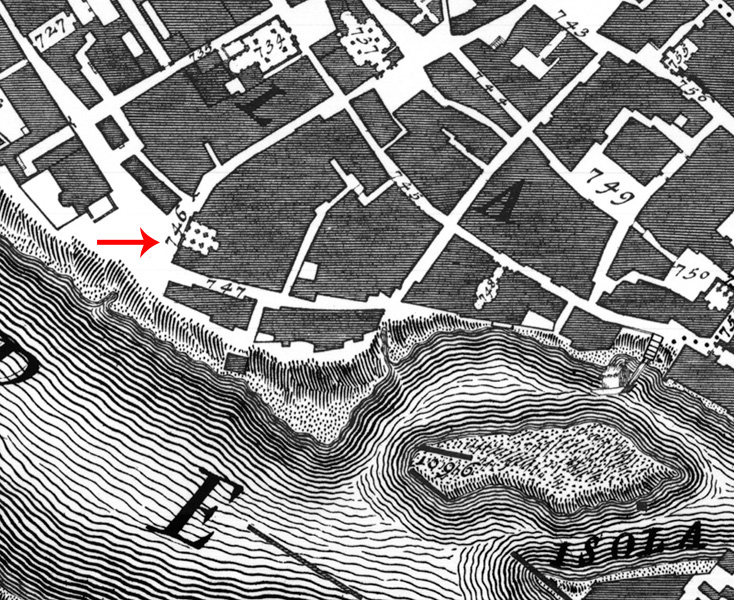
Pianta di Giovanni Battista Nolli (Nuova Topografia di Roma, 1748), con l'indicazione topografica della Chiesa dei Santi Vincenzo e Anastasio alla Regola (n. 746).

La chiesa dei Santi Vincenzo e Anastasio alla Regola è una chiesa scomparsa di Roma, nel rione Regola. Essa era collocata sul lato est dell'attuale via degli Strengari (laterale di via delle Zoccolette), a pochi passi dall'edificio del Ministero di Grazia e Giustizia. Fu demolita poco prima del 1888 per la costruzione dei muraglioni del Lungotevere dei Vallati.

## Storia e descrizione
La chiesa è menzionata per la prima volta in una bolla di papa Urbano III del 1186 tra le chiese filiali di San Lorenzo in Damaso. Nel catalogo di Cencio Camerario (fine XII secolo) compare al n. 163 con il nome di Sancto Anastasio Ariole. Successivamente è ricordata anche con il nome de Arenula o Areolae, con chiaro riferimento al nome del rione Regola.
La chiesa era sede di parrocchia. Nella relazione di una visita del 1566, si legge:
(M. Armellini, Le chiese di Roma dal secolo IV al XIX, Roma 1891, p. 428)
Minacciando di cadere in rovina, nel Cinquecento la chiesa fu affidata alla Confraternita della Santissima Annunziata dei cuochi e pasticcieri, sorta nel 1513 e che in precedenza aveva sede nella chiesa di San Luigi dei francesi; essi la restaurarono e ne furono i proprietari fino alla sua demolizione. Tra i cuochi più conosciuti, si ricorda Bartolomeo Scappi, famoso cuoco del XVI secolo, che ebbe la sua sepoltura nella chiesa.
L'edificio, conosciuto anche come chiesa dei santi Vincenzo e Anastasio dei cuochi, era di modeste dimensioni. Internamente era suddiviso in tre navate, con quattro altari, tra cui l'altare dedicato a san Calcedonio martire, protettore della confraternita, e l'altare maggiore dedicato ai santi Vincenzo e Anastasio.